# NGC 5875
NGC 5875 (również PGC 54095 lub UGC 9745) – galaktyka spiralna (Sb), znajdująca się w gwiazdozbiorze Wolarza. Odkrył ją William Herschel 1 maja 1788 roku. Należy do galaktyk Seyferta typu 2.